# Pematang Berangan
Pematang Berangan is een bestuurslaag in het regentschap Rokan Hulu van de provincie Riau, Indonesië. Pematang Berangan telt 5035 inwoners (volkstelling 2010).